# Omar Souleyman
Omar Souleyman (àrab: عمر سليمان, ʿUmar Sulaymān) (Tell Tamer, governació d'Al-Hasakah, Síria, 1966) és un músic i granger sirià.
El 1994 va començar la seva carrera musical, treballant amb un grup de músics amb els quals encara hi treballa. Ha tret gairebé de cinc-cents discos d'estudi i directe sota el seu nom, sent un 80% d'aquests discos, fets i gravats a casaments que ell mateix ha mixat, copiat i distribuït per vendre a quioscos. La seva música ha arribat a un nombre més gran de públic als darrers hanys a través de la discogràfica nord-americana Sublime Frequencies. Com a resultat, va realitzar una gira de concerts fora de Síria i ha registrat cinc àlbums. L'agost del 2011, Omar va formar part del Festival Paredes de Coura a Portugal. També va participar en el Festival de Glastbounry del 2011, al Chaos in Tejas d'Austin i va ser escollit per Caribou per tocar al Festival ATP Nightmare Before Christmas d'Anglaterra.
Aquell mateix 2011 va enregistrar tres remixes per a l'àlbum Biophilia de Björk.
Souleyman interpreta cançons tradicionals d'Orient Mitjà en kurd i àrab. El líder i vocalista de Gorillaz, Damon Albarn, va confirmar que la banda va col·laborar amb Souleyman a una cançó que finalment no va aparèixer el 2010 dins de l'àlbum Plastic Beach, Albarn va dir que el tema sortirà publicat en el futur, un cop estigui finalitzat.

## Discografia
Àlbums de recopilació publicats amb Sublime Frequencies:
- 2006: Highway to Hassake
- 2009: Dabke 2020
- 2010: Jazeera Nights
- 2011: Haflat Gharbia - The Western Concerts (2LP)
- 2013: Wenu Wenu

Publicats amb Sham Palace (subdiscogràfica de Sublime Frequencies):
- 2011: Leh Jani (2LP, reedició de cassetes Sirians)